# El reventonazo de la chola
El reventonazo de la chola (anteriormente conocido como El reventón de los sábados, Súper sábado y Gud nay Chabuca) es un programa de televisión humorístico-musical peruano, presentado por Ernesto Pimentel para la cadena América Televisión.
El programa gira en torno al personaje de La chola Chabuca, interpretado por Pimentel, que también es la presentadora. En cada secuencia del programa, Chabuca entrevista a los invitados mientras anima y realiza dinámicas con ellos.

## Historia
Desde el año 2005, Ernesto Pimentel formó parte del programa sabatino cómico estelar Recargados de risa con su personaje La chola Chabuca en el canal  América Televisión. En 2006, condujo en el mismo programa el espacio Recargados de cholas. Posteriormente, el actor y conductor firmó en 2007 un contrato con el canal para conducir un programa propio.
Se estrenó el 20 de octubre de 2007 como El reventón de los sábados, un programa contenedor de entretenimiento musical y amenidades sociales, para competir con la franquicia de los programas de Las movidas de Janet Barboza. Su primera emisión consistió en un homenaje a Lucila Campos. En su primera temporada recibió invitados de la escena nacional como Dina Páucar, Sonia Morales, Julie Freundt y Deyvis Orozco.
Al año siguiente, renovó su contrato tras conseguir resultados del canal y su ingreso a la señal internacional Cadena Sur, que se propuso mover sin éxito al horario del domingo. Además, la producción contrató a las actrices cómicas Sara Manrique y Leysi Suárez —sobrina del presentador Pimentel— para la coanimación del programa. En 2008, se realizó el concurso interno Bailando por un circo, con la participación de figuras televisivas como Edwin Sierra, Ricky Tosso y Mariella Zanetti. En 2010, convocaron brevemente a Mónica Cabrejos.
El espacio sufrió varias modificaciones años después, en 2012 se llamó Súper sábado, eb 2014 como Gud nay Chabuca, programa concurso de comediantes, mientras que en 2015 se renombró al actual El reventonazo de la chola. Posteriormente entró al horario estelar de las siete de la noche. En el primer año, se dio el ingreso de la cantante Tefi Valenzuela, la bailarina Katy García y la exestrella de telerrealidad Ignacio Baladán como modelos del dicho espacio, incluyendo al comediante Nabito como actor cómico.
En el año 2013, Pimentel lanza su programa de medianoche especial Ésta noche, cuyo formato es de entrevistas-musical hasta 2015. El programa regresó para el año 2025.
Desde el año 2015, marcado por la salida de Risas de América en 2013, el programa combinó el estilo musical y el humor televisivo. Su estilo toca temas sociales pero no políticos. También incluyen parodias, y otras participaciones de cómicos ambulantes junto a caracterizaciones de Pimentel. Entre ellos destaca los encuentros de uno o varios invitados con sus contrapartes imitadoras (dobles) en entrevistas y bailes. En el elenco del programa, la producción incorporó a Manolo Rojas y al año siguiente a Percy Diestra. En 2018, también se fichó a Melcochita y Alfredo Benavides por dos años. Melcochita realizó la imitación del Hincha Israelita, conocido por alentar a la selección peruana de fútbol en el mundial de Rusia en 2018. El mencionado cómico volvió en 2021 como invitado especial. En ese mismo año, se suma el cómico ambulante, la chola Cachucha, al elenco por seis años hasta 2024.
En 2020, el programa suspendió brevemente sus emisiones desde los estudios del canal por la pandemia de COVID-19, para que en mayo de ese año se vuelvan a emitir con la condición de evitar temas relacionados con la enfermedad. En ese año presentaron a Fernando Armas en el reparto, siendo el más notable la escena del presidente Francisco Sagasti recreado en Don Quijote. Al año siguiente, presentaron a la youtuber La Uchulú y la cantante Claudia Serpa para secuencias en el programa.
En 2022, Pimentel anunció una temporada especial titulada El reventonazo de verano, nombrando como presentadora temporal a Mariella Zanetti, con musicales de Julio Cevallos. Meses después se estrenó una edición de medianoche llamada La alameda de la chola, con lo mejor del programa.
En el año 2023, incorporaron a la comediante transgénero Dayanita al elenco, tras su salida del programa del mismo formato JB en ATV y al año siguiente a la modelo Samantha Batallanos. A mediados de 2024, incorporaron a Lis Padilla, personalidad de Internet y creadora de contenido.
En 2025, se anunció una nueva temporada de El reventonazo de verano. Para entonces, los contenidos se reestructuraron en bloques como grabaciones en exteriores, entrevistas a artistas, duelos musicales y humor protagonizado por otros personajes de Pimentel.

## Elenco
| Artista                                            | Rol                        | Temporadas | Temporadas | Temporadas | Temporadas | Temporadas | Temporadas | Temporadas | Temporadas | Temporadas | Temporadas | Ref. |
| Artista                                            | Rol                        | 1          | 2          | 3          | 4          | 5          | 6          | 7          | 8          | 9          | 10         | Ref. |
| -------------------------------------------------- | -------------------------- | ---------- | ---------- | ---------- | ---------- | ---------- | ---------- | ---------- | ---------- | ---------- | ---------- | ---- |
| Ernesto Pimentel (La chola Chabuca / La tía Zoila) | Presentador y actor cómico | Principal  | Principal  | Principal  | Principal  | Principal  | Principal  | Principal  | Principal  | Principal  | Principal  |      |
| Manolo Rojas                                       | Actor cómico               |            | Principal  | Principal  | Principal  | Principal  | Principal  | Principal  | Principal  | Principal  | Principal  |      |
| Fernando Armas                                     | Actor cómico               |            |            |            |            |            | Principal  | Principal  | Principal  | Principal  | Principal  |      |
| Leslie Moscoso                                     | Modelo y actriz cómica     | Principal  | Principal  | Principal  | Principal  | Principal  | Principal  | Principal  | Principal  | Principal  | Principal  |      |
| Kike Suero                                         | Actor cómico               | Principal  | Principal  | Principal  | Principal  | Principal  | Principal  |            |            |            | Principal  |      |
| Jhon Sandoval «Nabito»                             | Actor cómico               | Principal  | Principal  | Principal  | Principal  | Principal  | Principal  | Principal  | Principal  | Principal  | Principal  |      |
| Jorge Saavedra «Flautín»                           | Actor cómico               | Principal  | Principal  | Principal  | Principal  | Principal  | Principal  | Principal  | Principal  | Principal  | Principal  |      |
| Tefi Valenzuela                                    | Modelo y actriz cómica     | Principal  |            |            |            |            |            |            |            |            |            |      |
| Katty García                                       | Modelo y actriz cómica     | Principal  |            |            |            |            |            |            |            |            |            |      |
| Ignacio Baladán                                    | Modelo                     | Principal  |            |            |            |            |            |            |            |            |            |      |
| Alfredo Benavides                                  | Actor cómico               |            |            |            | Principal  |            |            |            |            |            |            |      |
| Pablo Villanueva «Melcochita»                      | Actor cómico               |            |            |            | Principal  | Principal  | Invitado   | Invitado   | Invitado   | Invitado   | Invitado   |      |
| Mariella Zanetti                                   | Actriz cómica              |            |            |            |            |            |            |            | Principal  | Invitada   | Invitada   |      |
| Daniela Darcourt                                   | Actriz cómica              |            |            |            |            |            | Principal  | Invitado   | Invitado   | Invitado   | Invitado   |      |
| Marcela Luna                                       | Actriz cómica              |            |            | Principal  | Principal  | Principal  | Principal  | Principal  | Principal  | Principal  | Principal  |      |
| Armando Angulo «la chola Cachucha»                 | Actor cómico               |            |            | Principal  | Principal  | Principal  | Principal  | Principal  | Principal  | Principal  | Principal  |      |
| Percy Diestra                                      | Actor cómico               |            |            | Principal  | Principal  | Principal  | Principal  | Principal  | Principal  | Principal  |            |      |
| Paul Suárez «Plumerito»                            | Actor cómico               |            |            |            |            |            |            |            |            | Principal  | Principal  |      |
| Yersson Espinoza «Chanchito Jr.»                   | Actor cómico               |            |            |            |            |            |            |            |            |            | Principal  |      |
| José Luis Ríos «Chikiplum»                         | Actor cómico               |            |            | Principal  | Principal  | Principal  | Principal  | Principal  | Principal  | Principal  |            |      |
| Katy Prado «Chikipluna»                            | Actriz cómica              |            |            | Principal  | Principal  | Principal  | Principal  | Principal  | Principal  | Principal  | Principal  |      |
| Claudia Serpa                                      | Modelo y actriz cómica     |            |            |            |            |            |            | Principal  | Principal  | Principal  | Principal  |      |
| Arlette Rujel                                      | Modelo y actriz cómica     |            |            |            |            |            |            | Principal  | Principal  | Principal  | Principal  |      |
| Angye Zapata                                       | Modelo y actriz cómica     |            |            |            |            |            |            |            | Principal  | Principal  | Principal  |      |
| Rossi Torrealva                                    | Modelo y actriz cómica     |            |            |            |            |            |            |            | Principal  | Principal  | Principal  |      |
| Etza Reátegui «La Uchulú»                          | Actriz cómica              |            |            |            |            |            |            | Principal  | Invitada   | Invitada   | Invitada   |      |
| Dayanita                                           | Actriz cómica              |            |            |            |            |            |            |            |            | Principal  |            |      |
| Samantha Batallanos                                | Modelo y actriz cómica     |            |            |            |            |            |            |            |            |            | Principal  |      |

## Temporadas
| Temporada | Temporada | Episodios | Episodios | Emisión original      | Emisión original        |
| Temporada | Temporada | Episodios | Episodios | Primera emisión       | Última emisión          |
| --------- | --------- | --------- | --------- | --------------------- | ----------------------- |
|           | 1         | 42        | 42        | 14 de marzo de 2015   | 6 de febrero de 2016    |
|           | 2         | 53        | 53        | 13 de febrero de 2016 | 4 de febrero de 2017    |
|           | 3         | 52        | 52        | 11 de febrero de 2017 | 17 de febrero de 2018   |
|           | 4         | 52        | 52        | 24 de febrero de 2018 | 9 de febrero de 2019    |
|           | 5         | 52        | 52        | 16 de febrero de 2019 | 15 de febrero de 2020   |
|           | 6         | 52        | 52        | 22 de febrero de 2020 | 13 de febrero de 2021   |
|           | 7         | 52        | 52        | 20 de febrero de 2021 | 5 de febrero de 2022    |
|           | 8         | 37        | 37        | 23 de abril de 2022   | 11 de febrero de 2023   |
|           | 9         | 35        | 35        | 22 de abril de 2023   | 17 de febrero de 2024   |
|           | 10        | 37        | 37        | 20 de abril de 2024   | 28 de diciembre de 2024 |

## Coberturas internacionales
- En 2008, se realizó un homenaje a Olga Tañón para el concierto en Lima dentro del Evolution Tour.[41]
- En 2009, se contactó a Gloria Estefan para una entrevista de su gira desde Chile.[42]
- En 2015, se realizó una entrevista a cargo de Jorge Henderson a Yuri en su visita a Lima.[43]

## Recepción
El programa compitió inicialmente con programas musicales, consiguiendo 12 puntos en 2008, según Ibope Media. Para la década de 2010, compitió en otro sector dominado por Jorge Benavides, alcanzando picos de 8 a 10 puntos de audiencia en Lima.
El programa se volvió relevante en sectores populares del país por los temas que toca. En 2012, alcanzó el récord de 28 puntos cuando se homenajeó a Adolfo Chuiman, homenaje que coincidió con un programa especial por los 700 episodios de la serie Al fondo hay sitio. En 2025, alcanzó su máximo histórico de 15 puntos cuando se dio la primicia de la cantante de cumbia Pamela Franco. Este récord lo superó la cobertura de la boda de la influencer Alejandra Baigorria, curiosamente presentada por Ernesto Pimentel, con 18 puntos.

## Controversias
Tras la inclusión de sketches, generó controversia por el tratamiento de temas sociales, por lo que se tomaron medidas de autocensura. En 2011, el Programa Nacional Contra la Violencia Familiar y Sexual del Ministerio de la Mujer adviritió las acciones violentas de su elenco. En 2021, el Ministerio de Cultura condenó el contenido racista en la parodia de El juego del calamar. También se tomó medidas contra el blackface.
Adicionalmente, el programa generó polémica por el tratamiento que dio a las figuras de la farándula peruana. El programa Amor y fuego cuestionó una presunta estrategia para mejorar la imagen de personas implicadas en escándalos mediáticos. Magaly Medina señaló que esta polémica también afectó a Ésta noche, programa de medianoche anexo presentado por Ernesto Pimentel.
En 2024, el comediante Armando Angulo denunció que la producción lo despidió debido al cambio repentino de reparto del programa. En ese año, el programa Magaly TV, la firme reportó que uno de los integrantes de un circo local falleció en las instalaciones del canal, luego de realizar una presentación para el programa. En ese año, Pimentel tras el estreno de su película biográfica Chabuca, fue criticado por haber mentido en su película, cosas que no fue sucedido en la vida real, ya que salió a la luz el libro Canto de dolor, escrito por su expareja, el fallecido bailarín Alex Brocca.

## Premios y nominaciones
| Año  | Premio                       | Categoría                         | Resultado | Ref.   |
| ---- | ---------------------------- | --------------------------------- | --------- | ------ |
| 2011 | Premios Luces de El Comercio | Mejor programa de concursos       | Nominado  | [ 59 ] |
| 2024 | Premios Luces de El Comercio | Mejor programa de entretenimiento | Nominado  | [ 60 ] |